# Attenham (Egling)
Das Dorf Attenham ist ein Gemeindeteil von Egling im oberbayerischen Landkreis Bad Tölz-Wolfratshausen.

## Geschichte
Attenham wird als Atinheim zwischen 1092 und 1113 erstmals in den Traditionen des Klosters Tegernsee genannt, als Frau Richiza eine halbe Hufe
in Attenham für die Grabstätte ihres verstorbenen Gatten Wolframm überträgt.

## Baudenkmäler
Siehe auch: Baudenkmäler in Attenham
- Kapelle St. Florian